# Ванчо Пъркев
Ванчо Христо Пъркев – Сермен е югославски партизанин, деец на комунистическата съпротива във Вардарска Македония и народен герой на Югославия.

## Биография
Роден е през 1921 година в гевгелийското село Серменин. Завършва гимназия в Щип, а след това и техническия университет в Белград. През 1941 година става член на ЮКП. След окупацията на Югославия се връща в Щипско и става организатор на партизаните там. През 1943 година става член на Областния комитет на ЮКП е политически комисар на Битолския народоосвободителен партизански отряд „Яне Сандански“. През април 1943 година се завръща в Щип и става политически комисар на Брегалнишкия народоосвободителен партизански отряд „Гоце Делчев“. На 21 май 1943 година той и отрядът му са заобиколени от българска армия и полиция и Пъркев загива. На 2 август 1949 година е провъзгласен за Народен герой на Югославия.
Родната му къща в Щип е обявена за паметник на културата.